# Rua Conselheiro João Alfredo

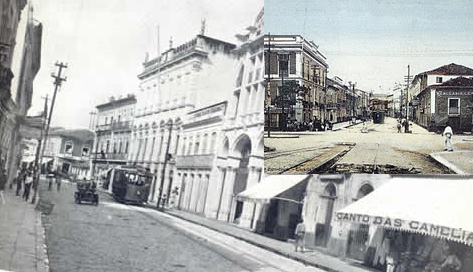
Imagens da Rua Conselheiro João Alfredo no início do século XX

A Rua Conselheiro João Alfredo é uma importante via pertencente ao bairro Campina na cidade de Belém, capital do estado brasileiro do Pará e sua denominação é uma homenagem ao ex-presidente da província do Pará, João Alfredo Correia de Oliveira.
No período colonial, esta via era a mais importante da cidade, haja vista que o seu leito era um dos maiores dentre as vias da villa e isto em função de ali estar os principais comerciantes da época. Seu primeiro nome era Estrada dos Mercadores e logo depois Rua da Cadeia por ser o local onde ficava o presídio de Belém.